# Zdenek Slouka
Zdenek Slouka (13. srpna 1923 Brno – 23. prosince 2012 Praha) byl český novinář, politolog, publicista, emeritní profesor Lehigh University, Bethlehem v Pensylvánii, USA.

## Život

### Studium
Po absolvování reálného gymnázia v roce 1943 (Brno, Kounicova ulice) studoval na několika univerzitách:
- 1945–1948 Masarykova univerzita v Brně, sociologie
- 1952–1954 University of Maryland, overseas program, Heidelberg, Německo
- ____ – 1958 New York University, politologie, New York, USA (M.A. 1958)
- ____ – 1964 Columbia University, politologie se specializací na mezinárodní právo, New York, USA (doktorát 1964)[1]

V americké okupační zóně Německa pracoval jako politický analytik americké armády. Vyučoval na několika vysokých školách: New York University, Columbia University, univerzitě ve Washingtonu či na Lehigh University v Pensylvánii. Po Sametové revoluci též přednášel na Karlově Univerzitě v Praze.

### Po válce v Československu
V letech 1945–1948 působil jako redaktor „svobodných“ Lidových novin. Po únoru 1948 emigroval do zahraničí.

### Rakousko, Austrálie
Když se mu podařilo opustit Československo, dostal se přes vídeňskou, ruskou a americkou zónu na delší dobu do Austrálie. V prosté snaze o obživu prošel mnoha různorodými zaměstnáními. Chytal v kanalizaci krysy, lepil tenisové rakety, obchodoval s dámskými punčochami, ale přitom všem neustále tíhnul k publikování a zdokonaloval se v angličtině. Paradoxně mu jazykové zlepšení psané angličtiny v jisté fázi zkomplikovalo život, když mu šéfredaktor odmítl otisknout další články, protože „jeho neobratná angličtina už není tak neobratně zábavná“. Pracoval také jako knihovník v National Mitchell Library, Sydney.

### Zpátky v Evropě
V roce 1952 se vrátil do Evropy. V Manheimu a Mnichově přijal práci pro informační služby armády USA jako politický analytik. Současně studoval na univerzitě v Heidelbergu.

### USA
Pracoval ve Washingtonu, D.C. pro vládu USA v oblasti monitoringu zahraničního tisku. Zaměstnavatel mu neumožnil studovat, aby zachoval jeho názorovou nezávislost. Tato situace jej neuspokojovala, a proto odešel se ženou do New Yorku, kde hodlal najít místo nočního vrátného. Takové zaměstnání by mu umožnilo uživit se a přitom ve dne studovat. Dílem náhody se v New Yorku na ulici setkal s Janem Stránským, se kterým se znal z redakce poválečných Lidových novin. Ten jej přivedl do kanceláře redakce Rádia Svobodná Evropa, kde v té době působil Ferdinand Peroutka. Na následující desetiletí zde zakotvil a pracoval pod pseudonymem.

### Zpátky v České republice
V roce 1992 ukončil svoji činnost na univerzitě a vrátil se do tehdejšího Československa. Své úsilí věnoval konkrétním aktivitám, jež podpořily znovu vznikající demokratické principy. Žil se svou druhou ženou Blankou v Praze.

## Dílo a odkaz
- Své memoáry publikoval mimo jiné prostřednictvím Českého rozhlasu v deseti půlhodinových dokumentech z řady Osudy Archivováno 24. 3. 2009 na Wayback Machine. volně doplňující cyklus Smyčky osudových osmiček.
- V roce 2009 vydal v Nakladatelství Academia své vzpomínky Jdi po skryté stopě. Lidské kroky politickou krajinou exilu. Vrací se v nich nejen do doby dětství strávené v Brně, ale také do doby svých novinářských začátků na konci 40. let, popisuje dramatický útěk za hranice v prosinci 1948, život emigranta-dělníka v Austrálii, práci pro americkou zpravodajskou službu v Německu, odchod do USA, práci ve Svobodné Evropě, studium a následné učení na Columbia University v New Yorku, kde zažil revoluční rok 1968. Líčení svého akademického působení spojuje s neustálou reflexí exilového života, hořké zážitky občasných návratů do socialistického Československa prokládá originálním pohledem na život ve Spojených státech. Své vzpomínky končí v 90. letech, kdy pomáhal při formování svobodného akademického prostředí na českých vysokých školách a Akademii věd.

## Mezinárodní aktivity
Po roce 1989 po Sametové revoluci spolupracoval s několika významnými politiky (Alexandr Vondra, Michael Žantovský) na přípravě návštěvy prezidenta Československa Václava Havla v USA, dále se spolupodílel na vytváření mezinárodních vazeb v oblasti vzdělávání. Na léta 1992–1994 byl zvolen prezidentem Společnosti pro vědy a umění (Czechoslovak Society of Arts & Science). V této činnost však nemohl dlouho pokračovat pro vážné zdravotní potíže.

## Ocenění
- Stříbrná medaile, Univerzita Karlova
- Medaile Josefa Hlávky, Československá akademie věd
- Cena Ferdinanda Peroutky za rok 2010
- 2013 Cena Václava Bendy (in memoriam).[2]

## Rodina
Z manželství s první ženou Olgou se v roce 1958 narodil syn Mark Slouka, který se stal spisovatelem. Ve svých knihách často řeší právě vztah k rodičům a československým reáliím.

## Jméno Zdenek s háčkem nebo bez háčku?
Podle jeho vlastních slov „žije svůj život neoháčkovaný“. Jeho jméno tedy háček neobsahuje. Na vysvětlenou sám uvádí: „Etymologové zjistili, že háček obtížil Zdenka až někdy v první půli 18. století. Můj otec, stolař, měl rád věci v původním stavu. Samozřejmě mám pár českých dokumentů, kde mi ten háček zase přišili, ale újmu nepociťuji...“